# Jardín de los Iris
El Jardín de los Iris (en italiano: Giardino dell'Iris) es un jardín botánico especializado en Iris el símbolo de Florencia desde 1251.

## Localización
Se encuentra ubicado en la esquina que hacen el Viale dei Colli y el Piazzale Michelangelo.
Giardino dell'Iris , Firenze, Provincia de Firenze, Toscana, Italia.
Planos y vistas satelitales.43°45′46.14″N 11°16′0.75″E / 43.7628167, 11.2668750
Los días de apertura son desde el 2 al 20 de mayo cada año. La entrada es gratuita.

## Historia
El jardín es propiedad de la "Società italiana dell'Iris", que tiene abierto el jardín al público desde 1954 que celebra anualmente el "International dell'Iris". 

## Colecciones
Alberga casi exclusivamente plantas de iris, con más de 1,500 (variando a 2,500) variedades en exhibición durante la competición anual. 
El jardín también alberga un estanque para el cultivo de las variedades acuáticas y desde él se pueden admirar unas vistas únicas de Florencia y de las colinas que la rodean.